# Dieter Bock (Unternehmer)
Hans Dieter Bock (* 3. März 1939 in Dessau; † 12. Mai 2010 in Hamburg) war ein deutscher Jurist, der in den 1990er Jahren als Immobilien- und Aktienspekulant durch seine Beteiligung an dem Londoner Mischkonzern Lonrho in die Schlagzeilen geriet, was ihm den Ruf einer „frühen Heuschrecke“ einbrachte. Später war er als Immobilienunternehmer und Kunstförderer sowie Mitinhaber des Hamburger Hotels Atlantic und diverser anderer deutscher Luxushotels bekannt.
Auf der Liste der reichsten Deutschen lag er 2009 auf Platz 153. Gemeinsam mit Erwin Conradi war er Gesellschafter der Octavian Hotel Holding GmbH (Teil der Octavian King Holdings in Rotterdam), der mehrere Kempinski-Hotels in Deutschland (darunter das Hotel Bristol in Berlin) gehören.

## Leben
Bock war Sohn eines Direktors der AGFA-Filmfabrik Wolfen. Die Familie floh 1953 nach Weinheim (Westdeutschland), wo Bock aufwuchs. Er studierte Rechtswissenschaft an der Philipps-Universität Marburg, wo er 1960 Mitglied des Corps Hasso-Nassovia wurde. 1973 gründete Bock eine Steuerberatungsgesellschaft und begann daneben, in Immobilien und Beteiligungen zu investieren. Anstatt Geschäftsräume zu mieten, erwarb er 1974 gegen Zahlung einer Leibrente einen Altbau in Schwabing, den gerade die Kommunarden Uschi Obermaier und Rainer Langhans geräumt hatten. Er baute das Gebäude in ein Geschäftshaus um, wo er zunächst seine Firma Bilanz und Steuer AG (bistag) unterbrachte, es einige Jahre später aber mit hohem Gewinn verkaufte. Die bistag existiert bis heute mit Sitz in Frankfurt am Main und einer Zweigstelle in Halle (Saale).
In den folgenden Jahren verlegte sich Bock auf Immobilienhandel und Aktienspekulation und weitete seine Aktivitäten neben Deutschland auf die Vereinigten Staaten und Südafrika aus. 1986 bündelte er seine Firmen in der Immobilienholding Advanta. 1988 erwarb er zehn Prozent der Aktien des Baukonzerns Philipp Holzmann, wenig später kaufte er sich bei Dywidag und Tilbury ein, um alle Beteiligungen jeweils kurze Zeit später mit hohem Gewinn zu verkaufen. Danach stieg er als Partner bei der kanadischen Immobilienholding Trizec Hahn ein, einer der größten nordamerikanischen Immobiliengesellschaften.
In den letzten Jahrzehnten konzentrierte sich Bock auf den Hotelbereich. So war er über seine Holding langjähriger Anteilseigner am Hamburger Hotel Atlantic, dem 2008 die fünf Sterne-Kategorisierung entzogen wurde, ebenso die Zugehörigkeit zur Vereinigung Leading Hotels of the World.
Bock war in den letzten Jahren Besitzer des südafrikanischen Fußball-Teams Moroka Swallow.
Bock war verheiratet, hatte vier Kinder und lebte zurückgezogen in London und Darmstadt. Er ließ sich kaum fotografieren, gab nur selten Interviews und wurde deswegen von der Regenbogenpresse gern mit den ALDI-Brüdern verglichen. Zu Bocks speziellem Ruf trug sein bescheidenes Äußeres bei: Anzüge von C&A, Plastiktüte statt Aktenkoffer, Lieblingsmahlzeit Nudeln (zu denen er jedoch Château-Pétrus-Weine trank).

## Die Lonrho-Fehde
Ende 1992 stieg Bock auf Vermittlung des schwedischen Bankiers Christian Norgren mit 50 Millionen £, die er hauptsächlich über die BfG-Bank finanzierte, bei Lonrho ein, womit er einen Firmenanteil von 18,8 Prozent erwarb.
Lonrho (heute Lonmin), eine im frühen 20. Jahrhundert gegründete rhodesische Minengesellschaft, entwickelte sich zu einem weltweit agierenden Mischkonzern, nachdem Tiny Rowland 1961 in das Unternehmen eingestiegen war. Neben Minen und Farmen erwarb er auch Verlage (z. B. The Observer) und Hotels. 1985 unterlag er dem ägyptischen Unternehmer und Milliardär Mohamed Al-Fayed in einer spektakulären Auseinandersetzung um die Übernahme des alt eingesessenen Londoner Kaufhauses Harrods. In ganzseitigen Zeitungsanzeigen hieß Tiny Rowland Bock in dem finanziell angeschlagenen Unternehmen als wichtigen Investor und künftigen Mitdirektor willkommen, der nun denselben Anteil hielt wie er. Bock ließ sich in London nieder, wo er Cheapside House als Wohnsitz erwarb.
Doch die Zusammenarbeit und „Männerfreundschaft“ endete rasch in einem Machtkampf. 1994/95 sorgte Bock für den Rauswurf von Lonrho-Vorstand Rowland. Seine Anteile verkaufte Bock 1996 der Bergwerksgesellschaft Anglo American für rund das Doppelte seines eigenen Einsatzes. Dies veranlasste Rowland zu dem Schwur, er werde Bock „bis ans Ende seiner Tage verfolgen“. Gleichwohl stritt er ab, Privatdetektive angeheuert zu haben, um Bock eine Verstrickung in Stasi-Firmengeflechte nachzuweisen.

## Münchner Praterinsel
1984 kaufte Bock die alten Fabrikgebäude der Firma Anton Riemerschmid auf der Münchner Praterinsel, scheiterte aber mit seinem Plan, ein Hotel auf der Insel errichten zu lassen. Ein Stadtratsbeschluss schrieb ihm vor, dass die Flächen zwar grundsätzlich kommerziell genutzt werden dürften, ein Großteil aber für kulturelle Zwecke zur Verfügung stehen müsse. Es siedelten sich einige Künstler und Galerien an, die in den folgenden Jahren mit Ausstellungen von Keith Haring, David Byrne oder Daniel Spörri internationales Kunstflair an die Isar brachten.
Doch 2006 kündigte Bock allen Pächtern wegen anstehender Renovierung und mit dem Versprechen, die Künstler könnten nach den Baumaßnahmen in ihre angestammten Räumlichkeiten zurückkehren. Gleichzeitig verkaufte er alle Anwesen auf der Praterinsel an einen Zusammenschluss dänischer und holländischer Pensionskassen, in deren Auftrag die Augsburger Immobilienverwaltungsgesellschaft Patrizia AG 2007 die Verwaltung übernahm. Die Räumlichkeiten standen bis zu seinem Tod weiter leer, mit Renovierungsarbeiten wurde nicht begonnen.

## Kempinski
Mit dem Hotelkonzern Kempinski kam es zu jahrelangen rechtlichen Auseinandersetzungen. 1992 stieg Bock in den Konzern ein und kaufte mit seiner Firma Advanta gleichzeitig das Berliner Stammhaus der Hotelkette, das Fünf-Sterne-Hotel Bristol am Kurfürstendamm, um es an den Konzern zurück zu verpachten. Als maßgeblicher Gesellschafter der Kempinski AG gelang es ihm, einen Mietvertrag mit einer Laufzeit von 20 Jahren und einer jährlichen Miete von 13 Millionen Mark zu erzielen – ein gutes Geschäft bei einem Kaufpreis von 235 Millionen Mark.
Als das Hotel aufgrund der hohen Pachtkosten nicht mehr rentabel arbeitete und in Zahlungsschwierigkeiten geriet, klagte die Kempinski AG gegen Bock auf Schadenersatz. Darauf verkaufte Bock seinen 53-Prozent-Anteil an dem Konzern an den thailändischen Hotelkonzern Dusit Thani, kündigte im Dezember 1997 den Pachtvertrag fristlos und erhob Räumungsklage.

## Sammlung Bock und Olga und Dieter Bock-Stiftung
In der Gründungsphase von 1989 bis 1995 stellte Bock dem Museum für Moderne Kunst in Frankfurt am Main nennenswerte Geldbeträge zur Verfügung, um den schmalen Ankaufsetat des Hauses auszugleichen. Der Museumsdirektor Jean-Christophe Ammann kaufte damit zahlreiche Werke oder Werkgruppen von insgesamt 29 Künstlern, unter anderem auch Bruce Naumans Objekt Hanging Heads, Gemälde von Luc Tuymans und Strickbilder von Rosemarie Trockel. Sie ergänzten die Sammlung des Museums in den Anfangsjahren als Werke „Erworben mit privaten Mitteln als Dauerleihgabe für das Museum für Moderne Kunst“. Die Leihgaben flossen nach Ammanns Dienstende 2001 an die Olga und Dieter Bock-Stiftung, die Teile davon wiederum in einem Londoner Auktionshaus 2005 versteigern ließ. Luc Tuymans erwirkte eine Einstweilige Verfügung mit dem Argument, er habe seine Werke damals explizit an ein Museum verkauft.
Werkgruppen von Rosemarie Trockel, Andreas Slominski, Reiner Ruthenbeck, Bernhard Härtter und Martin Honert, die mit Hilfe Bocks angekauft wurden, konnten von der Stadt Frankfurt am Main erworben werden, 22 Arbeiten von Thomas Bayrle wurden dem Museum weiterhin als Leihgabe überlassen.

## Auszeichnungen
1999 erhielt Bock zusammen mit Hermann Graf von Pückler als frühere BTU-Kuratoriumsmitglieder im Musiksaal von Schloss Branitz die Ehrensenatorenwürde der Brandenburgischen Technischen Universität Cottbus verliehen. Er gehörte dem Kuratorium seit seiner Gründung 1996 an. Der Architekt Peter Eisenman hielt die Festrede.

## Bolustod
Am 12. Mai 2010 starb Dieter Bock im Alter von 71 Jahren am Bolustod. Bock hatte sich nach Mitternacht noch Essen auf seine Suite im Atlantic kommen lassen und sich dann offenbar an einem Stück Fleisch verschluckt. Laut Presseberichten versuchten zu Hilfe gerufene Rettungskräfte vergeblich, Bock zu reanimieren. Für eine Obduktion war nach Angaben der untersuchenden Ärzte kein Grund vorhanden. Fremdverschulden wurde ausgeschlossen.